# Батьоха Василь Опанасович
Васил́ь Опанасович Батьоха (12 лютого 1919 — 13 лютого 2016) — радянський військовик, у роки Другої світової війни — командир роти протитанкових рушниць 282-го гвардійського стрілецького полку 92-ї гвардійської стрілецької дивізії 37-ї армії, гвардії лейтенант. Герой Радянського Союзу (1944).

## Біографія
Василь Батьоха народився згідно записів церковної книги с. Суходіл 12 лютого (раніше вважали — 23 березня) 1919 року в селі Суходіл, нині Глухівського району Сумської області, у селянській родині. Українець
Закінчив Уланівську середню школу, працював у колгоспі. Згодом — на одному з підприємств Шостки, забійником в шахті міста Боково-Антрацит Ворошиловградської області.
До лав РСЧА призваний 1939 року, з серпня 1941-го брав участь у Другій Світовій війні. 1942 року закінчив Буйнакське військове піхотне училище. Воював на Південно-Західному, Північно-Кавказькому, Степовому і Третьому Українському фронтах. Брав участь у битві за Київ, битві за Моздок, Курській битві, форсував Дніпро.
Наприкінці вересня 1943 року лейтенант Василь Батьоха, діючи у передовому рухомому загоні, вивів роту до Дніпра південніше Кременчука. 28 вересня в бою були ліквідовані німці, загін висадився на острові навпроти сіл Деріївка та Куцеволівка — Онуфріївський район, Кіровоградська область. 30 вересня рота Василя Батьохи форсувала Дніпро, захопила плацдарм та утримувала його, забезпечуючи переправу головних сил полку, при цьому лейтенант був поранений, але не покинув поле бою.
За виявлену мужність і героїзм, зразкове виконання завдань командування під час форсування Дніпра командиру роти протитанкових рушниць 282-гвардійського стрілецького полку 92-ї стрілецької дивізії лейтенанту Батесі було присвоєно звання Героя Радянського Союзу.
На початку 1944 року Батьоха знову був поранений, лікувався в госпіталі, де й дізнався про присвоєння йому звання Героя Радянського Союзу. 8 вересня 1944-го зі своїм полком перетнув кордон з Болгарією.
У 1945-му брав участь у Параді Перемоги.
Після закінчення війни продовжував служити в Радянській армії, у Групі Радянських військ у Німеччині, 1947 року закінчує курси «Вистріл». З 1956 року полковник Василь Батьоха — в запасі.
Протягом 1959—1974 років проживав у місті Новокузнецьк Кемеровської області, працював машиністом електромостового крану.
Брав активну участь у роботі міської ветеранської організації, зустрічався з молоддю.
У 2005 році до 60-річчя закінчення Другої світової Війни присвоєне військове звання генерал-майор.
Мешкав у Сумах, де й помер 13 лютого 2016 року. Похований на Ново-Центральному Баранівському кладовищі.

## Нащадки
Діти: Лариса та Володимир.

## Нагороди та відзнаки
- Указом Президії Верховної Ради СРСР від 22 квітня 1944 року гвардії лейтенанту Батесі Василю Афанасійовичу присвоєне знання Героя Радянського Союзу із врученням ордена Леніна та медалі «Зорота Зірка» № 3149.
- орден Червоної Зірки — 1954.
- орден Вітчизняної війни 1-го ступеня — 1985.
- орденом «Знак Пошани».
- орденом Богдана Хмельницького 1-го ступеня — 2010.
- деякі з медалей: «За перемогу над Німеччиною у Великій Вітчизняній війні 1941—1945 рр.»
- «20 років перемоги у Великій Вітчизняній війні 1941—1945 рр.»
- «30 років перемоги у Великій Вітчизняній війні 1941—1945 рр.»
- «40 років перемоги у Великій Вітчизняній війні 1941—1945 рр.»
- Почесний громадянин міста Суми — 9 травня 2015.
- У січні 2012 року Сумська міська рада нагородила Василя Панасовича Почесною відзнакою «За заслуги перед містом» І ступеня. Він також став лауреатом обласного рейтингу «Перлини Сумщини — 2011».

## Ушанування пам'яті
12 липня 2026 року в с. Суходіл відкрито меморіальну дошку на честь Василя Батьохи та Героїв Соціалістичної праці братів Івана та Петра Іванченків - уродженців Суходола. Ініціатором створення меморіального комплексу виступив депутат Сумської обласної ради Петра Нечмоня.
На початку вересня 2019 року в Суходільському навчально-виховному комплексі за ініціативи депутата Сумської обласної ради Петра Нечмоні було відкрито музейну кімнату Герою Радянського Союзу Василю Опанасовичу Батьосі.